# Virginia Euwer Wolff
Virginia Euwer Wolff (Portland, 25 agosto 1937) è una scrittrice statunitense attiva nel campo della letteratura per ragazzi.

## Biografia
Virginia Euwer Wolff nasce a Portland, nell'Oregon, il 25 agosto 1937 da Eugene Courtney Euwer e Florence.
Ottiene un B.A. nel 1959 allo Smith College per poi insegnare prima alle elementari e poi nelle high school.
A partire dal suo esordio nel 1981 con Rated PG, ha pubblicato altri sei romanzi per giovani-adulti ottenendo un National Book Award nel 2001 con Verna & Jody e il Premio Phoenix nel 2011 con La ragazza col violino
Violinista presso la Chamber Music Society of Oregon, vive a Oregon City.

## Opere principali

### Trilogia Verna & Jody
- Verna & Jody (Make Lemonade, 1991), Milano, Mondadori, 1998 traduzione di Angela Ragusa ISBN 88-04-44970-5.
- True Believer (2001)
- This Full House (2009)

### Altri romanzi
- Rated PG (1981)
- Probably Still Nick Swansen (1988)
- La ragazza col violino (The Mozart Season, 1991), Milano, Mondadori, 2000 traduzione di Angela Ragusa ISBN 88-04-47529-3.
- Bat 6 (1998), Milano, Mondadori, 2002 traduzione di Maurizio Bartocci ISBN 88-04-50720-9.

## Premi e riconoscimenti
- National Book Award per la letteratura per ragazzi: 2001 vincitrice con Verna & Jody
- Premio Phoenix: 2011 vincitrice con La ragazza col violino
- NSK Neustadt Prize for Children's Literature: 2011 alla carriera